# 김성수 (영화 배우)
김성수(1959년 9월 1일 ~ )는 대한민국의 영화 배우이다.

## 출연작

### 영화
- 1984년 《초대받은 성웅들》
- 1984년 《사슴 사냥》
- 1985년 《장남》
- 1985년 《돌아이》
- 1985년 《야훼의 딸》
- 1987년 《성춘향》 ... 이몽룡 역
- 1988년 《필사의 도망자》 ... 형민 역
- 1988년 《뽕 2》 ... 뺀질 역
- 1989년 《서울 무지개》 ... 쟈니 홍 역
- 1989년 《신사동 제비》 ... Mr. 김 역
- 1989년 《발바리의 추억》 ... 미남 역
- 1990년 《반쪽 아이들》 ... 경일 역
- 1990년 《미친 사랑의 노래》
- 1990년 《시인 구보씨의 하루》
- 1991년 《내일은 비》
- 1991년 《사의 찬미》 ... 이용문 역
- 1991년 《하나님이 어디 있어요》 ... 전도사 역
- 1991년 《붉은 신호에 걷는 여자》
- 1992년 《황홀한 지옥》
- 1992년 《이별 아닌 이별》
- 1992년 《복카치오 92》
- 1992년 《결혼 이야기》 ... 한 PD 역
- 1993년 《복카치오 93》 ... 성훈 역
- 1993년 《그 여자, 그 남자》
- 1993년 《사라는 유죄》 ... R 역
- 1993년 《유혹의 샘》
- 1994년 《그리움엔 이유가 없다》 ... 직원 역
- 1995년 《테러리스트》 ... 의사 역
- 1995년 《누가 나를 미치게 하는가!》
- 1995년 《서울 미란다》
- 1995년 《돈을 갖고 튀어라》 ... 조직원 3 역
- 1996년 《애니깽》 ... 동주 역
- 1996년 《깡패 수업》
- 1997년 《비트》 ... 두일 역
- 1997년 《스카이 닥터》 ... 푼쨩 1 역
- 1997년 《일팔일팔》 ... 스머프 남 역
- 1997년 《깊은 슬픔》
- 1998년 《기막힌 사내들》 ... 덩치 2 역
- 2000년 《이프》 ... 한정남 역
- 2002년 《연애소설》  ... 택시손님 역
- 2003년 《최후의 만찬》 .... 간호사 2 역
- 2004년 《돌려차기》 ... 심판원 역
- 2005년 《소년은 자란다》  ... 소년 친구 3 역
- 2006년 《방문자》 ... 호준 동창들 역

### TV 드라마
- 1992년 KBS 미니시리즈 《백번 선본 여자》... 최수열 역
- 1993년 MBC 특별기획 드라마 《제3공화국》 ... 김민하 역
- 1999년 KBS 《부부클리닉 사랑과 전쟁》